# رود کاراسو (گونما)
رود کاراسو (به لاتین: Karasu River) یک رود و جویبار در ژاپن است که ۶۱٫۸ کیلومتر است.